# Антирабическая вакцина

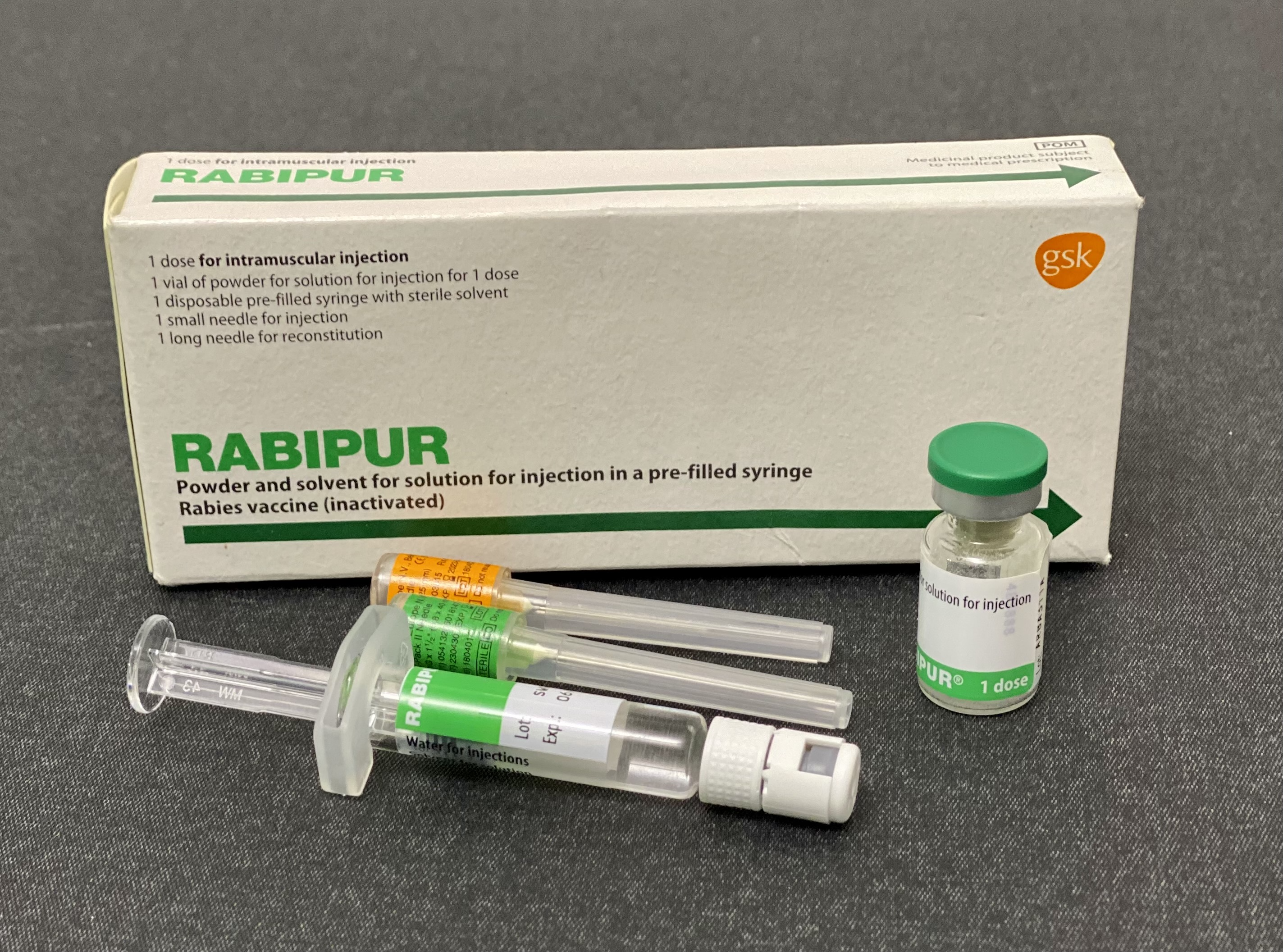
Инактивированная антирабическая вакцина Рабипур

Антирабическая вакцина (прививка от бешенства) — вакцина, которая вводится пациенту после укуса животным или человеком, у которого установлено, либо подозревается заражение вирусом бешенства (рабиес), а также в случаях открытого контакта (без укуса) здорового человека со слюной больного бешенством. 
Как правило, доза вакцины вводится подкожно или внутримышечно при подозрении на заражение до появления симптомов.